# Hinrichtungen in Cailaco im April 1999
Bei den Hinrichtungen in Cailaco im April 1999 wurden Osttimoresen von Soldaten der Streitkräfte Indonesiens und Milizionären der Halilintar ermordet.

## Geschehen
Am 12. April 1999 gerieten am frühen Morgen Kräfte der indonesischen Armee und der Halilintar-Miliz beim Dorf Purugua in einen Hinterhalt. Mindestens ein Soldat und der Milizenführer Manuel Soares Gama kamen ums Leben. Allgemein geht man davon aus, dass Kämpfer der FALINTIL, dem bewaffneten Arm der Unabhängigkeitsbewegung, für den Angriff verantwortlich sind. Eine Quelle vermutet hinter dem Hinterhalt aber eine Aktion der indonesischen Armee oder Milizionäre, die einen Grund für die späteren Morde schaffen wollten. Bis heute widersprechen sich hier die Zeugenaussagen.
Gama war stellvertretender Führer des Forums für Einheit, Demokratie und Gerechtigkeit (indonesisch Forum Persatuan, Demokrasi dan Keadlian FPDK) in Maliana und als Bezirksfinanzchef für die Bezahlung der Milizen verantwortlich.
Nach dem Überfall suchten Armee und Miliz nach Verdächtigen. Dabei kam es bereits zu einem versuchten Mord. Insgesamt wurden etwa 30 Personen nach Marko, dem Hauptort von Cailaco verschleppt. Im dortigen Kommandoposten des Militärs wurden einige von ihnen mit Schlägen misshandelt. Anwohner und Beamte wurden aufgefordert, sich im Haus von Manuel Gama zu versammeln. Der Leichnam des Milizenführer war für die Beerdigung vorbereitet. Anwesend waren auch mehrere hochrangige Persönlichkeiten: Der Distriktschef (Bupati) Guilherme dos Santos, der Vorsitzende des Rates des Distrikts Jorgé Tavares, der Distriktsmilitärkommandeur Oberstleutnant Burhanuddin Siagian, sein Geheimdienstchef Leutnant Sutrisno und der oberste Milizkommandeur João da Costa Tavares. Auf Befehl von Leutnant Sutrisno wurden die vier Unabhängigkeitsbefürworter Paulino Soares (Bauer, 34), José Pou Lelo (Suco-Chef von Dau Udo, 37), Antonio Soares (Lehrer, 45) und Manuel Mau Lelo Araújo (Lehrer, 38) aus dem Haus geführt und zum Stützpunkt des Geheimdienstes neben dem Militärhauptquartier gebracht. Dort wurden die vier Gefangenen von Soldaten und Milizionären erschossen. Nach anderen Angaben forderte Sutrisno die vier Gefangenen auf loszurennen. Zwei wurde in den Rücken geschossen, die zwei anderen, die sich weigerten zu laufen, wurden an der Straße erschossen.
Am selben Tag wurden am Ort des Überfalls die Männer Carlito Mau Leto (32), Domingos Resi Mau (29, andere Angabe: Domingos Leki Mau) und João Evangelista Lima Vidal (Lehrer, 40) von Soldaten verhaftet. Vidal wurde vor Ort getötet, die beiden anderen beim Militärposten in Marko. Laut einem anderen Bericht, wurden alle drei auf einem Hügel bei Purugua hingerichtet. Laut einer Zeugenaussage gab es ein achtes Opfer, João Matos, ein Bauer aus Meligo, woher auch Carlito Mau Leto kam. Sutrisno wird im zweiten Bericht als Mörder der drei Männer genannt.
Im Laufe der folgenden zwei Wochen wurden durch pro-indonesische Milizen hunderte Einwohner misshandelt, Hütten niedergebrannt, Frauen und Mädchen vergewaltigt und 20 Menschen getötet. Unter den Todesopfern sind Aprigio Mali-Tae and Carlos Sama-Lelo (beide getötet am 17. April von Soldaten und den Milizen Guntur Batu-Laka und Halilintar), Antonio Basilio und Armando Berlaku (ermordet am 19. April in Manapa durch die Miliz Dadarus Merah Putih) und José Barros und Cornelio Rodrigues da Silva (getötet am 20. April von Soldaten und den Milizen Guntur Batu-Laka und Halilintarl).
Die Bewohner der Sucos Dau Udo, Goulolo und Raiheu (etwa 2000 Menschen) wurden gezwungen ihr Heim zu verlassen und sich unter der Kontrolle der indonesischen Armee niederzulassen. Männer wurden gezwungen der neuen Miliz Guntur Merah Putih beizutreten.

## Aufarbeitung
Bei einer Befragung durch die indonesische Untersuchungskommission für Menschenrechtsverletzungen in Osttimor (KPP-HAM) im Mai 2000 bestritt Oberstleutnant Burhanuddin Siagian seine Verantwortung an den Morden in Cailaco. Stattdessen präsentierte er ein Dokument mit 50 Seiten, das Betrug durch die UNAMET und Gewalttaten der Unabhängigkeitsbewegung CNRT belegen sollte, für die die indonesische Armee verantwortlich gemacht wurde. Die KPP-HAM empfahl eine strafrechtliche Verfolgung von Burhanuddin wegen Verbrechen gegen die Menschlichkeit bei den Massakern in Cailaco und Maliana. Die indonesische Generalstaatsanwaltschaft folgte der Empfehlung nicht.
Stattdessen wurde Oberstleutnant Burhanuddin Siagian zweimal in Abwesenheit vor den von den Vereinten Nationen eingerichteten Special Panels for Serious Crimes in Dili wegen Verbrechen gegen die Menschlichkeit angeklagt. Die Anklage vom 3. Februar 2003 betraf die Vorfälle in Cailaco, die Anklage vom 10. Juli 2003 das Massaker in der Polizeistation von Maliana am 8. September 1999. Folgen für Burhanuddin hatten die Anklagen nicht, weil er sich weigerte, sich den Verfahren zu stellen. So endeten sie ohne Urteil.